# شون فاغان
شون فاغان (بالإنجليزية: Shaun Fagan)‏ (مواليد 22 مارس 1984) وهو لاعب كرة قدم بريطاني، يلعب في مركز الوسط، شارك مع منتخب اسكتلندا تحت 21 سنة لكرة القدم، أما مع النوادي، فقد لعب مع نادي ماذرويل ونادي كلايد ونادي إيست فيف ونادي ستنهاوسموير ونادي غالواي ‏ ونادي ستيرلينغ ألبيون وSt Roch's F.C. ‏ وغالواي يونايتد ‏.

## وصلات خارجية
- شون فاغان على موقع قاعدة بيانات كرة القدم.إي يو (الإنجليزية)
- شون فاغان على موقع Soccerbase.com (لاعب) (الإنجليزية)